# 樽見鉄道ハイモ295-610形気動車
樽見鉄道ハイモ295-610形気動車 （たるみてつどうハイモ295-610がたきどうしゃ）は、2002年（平成14年）に製造された三木鉄道ミキ300-105を2009年（平成21年）に譲受した樽見鉄道の気動車である。

## 概要
三木鉄道三木線が2008年（平成20年）3月末に廃止となった際、ミキ300形のうち2両は競売にかけられ、この内2002年製であるミキ300-105は樽見鉄道が落札、ハイモ295-617となった。
形式名「ハイモ」は「ハイスピードモーターカー」の略、295は馬力表示の機関出力を意味している。樽見鉄道にはすでにほぼ同型のハイモ295-510形が存在したが、ハイモ295-510形は車内がロングシートだった一方、ミキ300形はセミクロスシートだったため、別形式となった。

## 構造

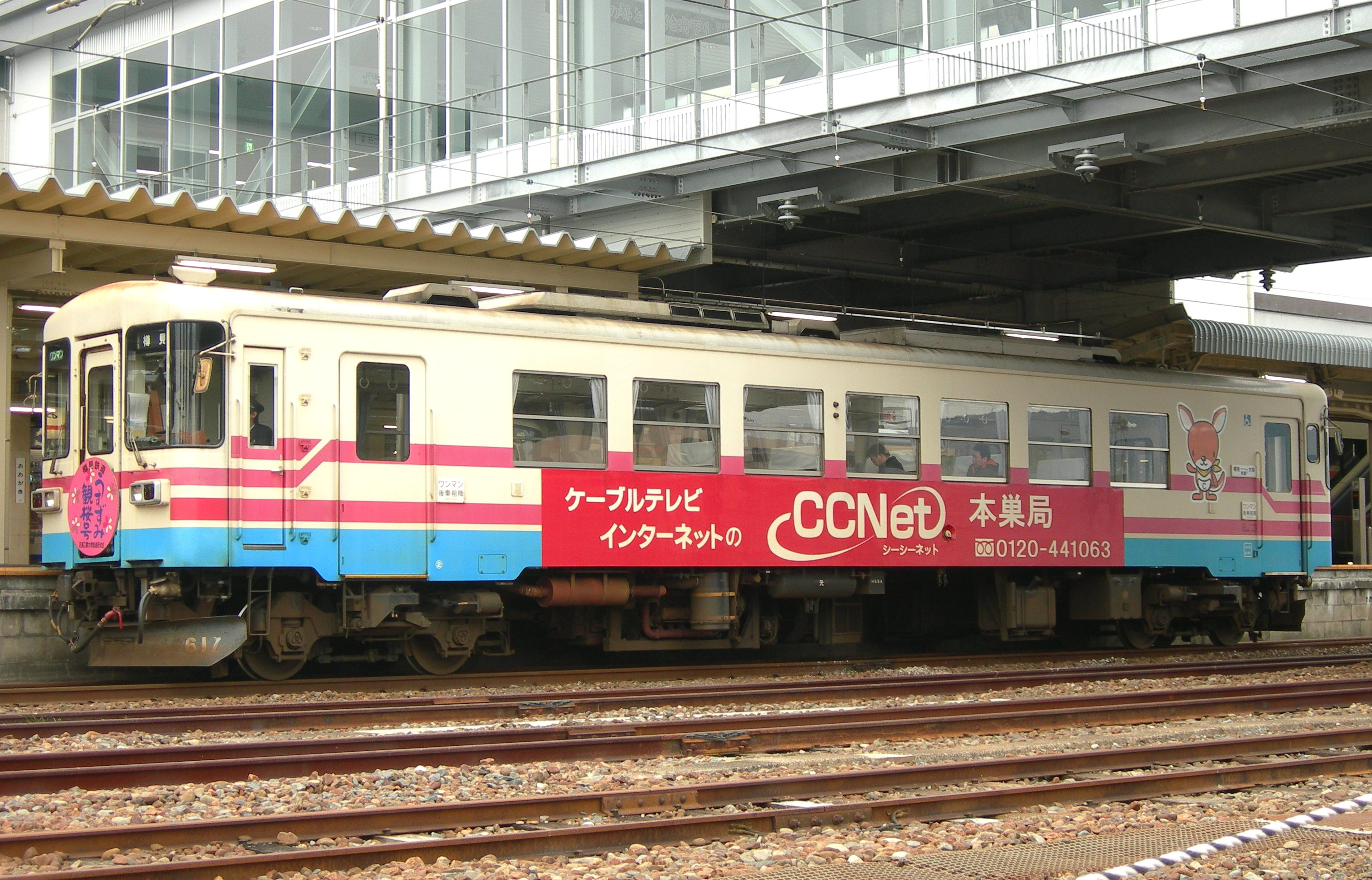
三木鉄道塗装時代の姿
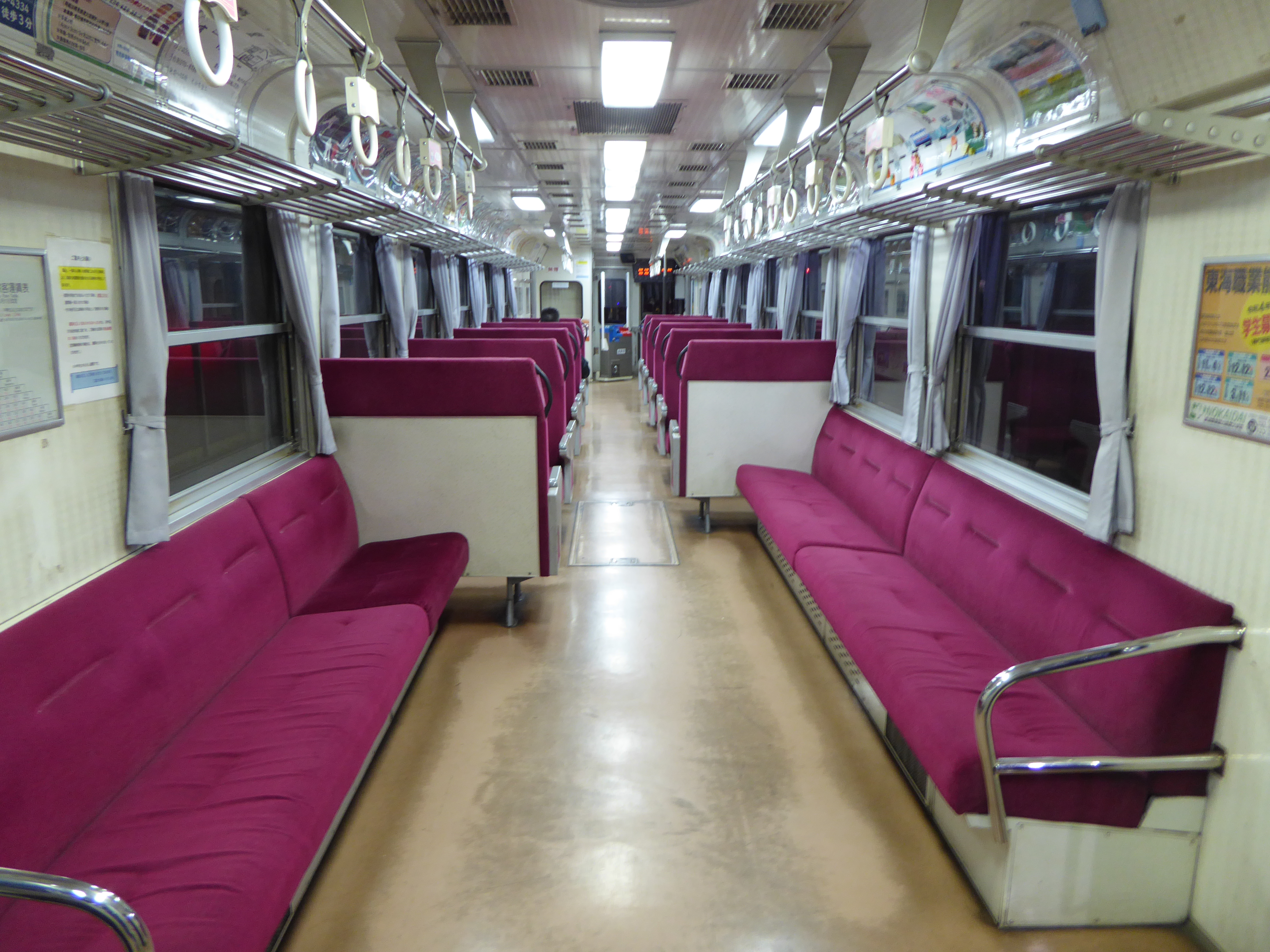
車内

車体・走行装置は基本的に種車の物が踏襲されている。入線当初は塗装も変更されなかったが、2014年（平成26年）10月にケーブルテレビ局の広告塗装に変更されている。

## 車歴
| 形式          | 車両番号      | 製造       | 三木番号    | 三木廃止  | 樽見入籍  | 廃車 |
| ------------- | ------------- | ---------- | ----------- | --------- | --------- | ---- |
| ハイモ295-610 | ハイモ295-617 | 2002年12月 | ミキ300-105 | 2008年3月 | 2009年3月 | -    |

## 運用
ミキ300-105は2008年（平成20年）12月9日から11日にかけて三木駅から本巣駅まで陸送され、ハイモ295-617に改番、試運転ののち2009年（平成21年）3月1日から営業運転に使用され、代替としてハイモ230-301が廃車された。以後は樽見鉄道全線で使用されている。

### 書籍
- 寺田 祐一『私鉄気動車30年』JTBパブリッシング、2006年。ISBN 4-533-06532-5。

### 雑誌記事
- 『鉄道ピクトリアル』通巻658号「<特集> レールバス」（1998年9月・電気車研究会）
  - 高嶋修一「第三セクター・私鉄向け軽快気動車の系譜」 pp. 42-55

- 『鉄道ピクトリアル』通巻582号「新車年鑑1999年版」（1999年10月・電気車研究会）
  - 藤井信夫、大幡哲海、岸上明彦「各社別車両情勢」 pp. 91-107
  - 三木鉄道（株）鉄道部　関根 正司「三木鉄道 ミキ300形」 pp. 128
  - 「車両諸元表」 pp. 174-175

- 『鉄道ピクトリアル』通巻685号「【特集】関西地方のローカル私鉄」（2000年5月・電気車研究会）
  - 鈴木宏治「現有私鉄概説 北条鉄道」 pp. 97-101
  - 鈴木宏治「現有私鉄概説 三木鉄道」 pp. 101-104

- 『レイルマガジン』通巻230号付録（2002年11月・ネコ・パブリッシング）
  - 岡田誠一「民鉄・第三セクター鉄道 現有気動車ガイドブック2002」 pp. 1-32

- 『鉄道ピクトリアル』通巻738号「鉄道車両年鑑2003年版」（2003年10月・電気車研究会）
  - 岸上 明彦「2002年度民鉄車両動向」 pp. 109-130
  - 「各社別新造・改造・廃車一覧」 pp. 208-219

- 『レイルマガジン』通巻250号（2004年7月・ネコ・パブリッシング）
  - 寺田 祐一「私鉄・三セク気動車 141形式・585輌の今!」 pp. 4-50

- 『鉄道ピクトリアル』通巻810号「鉄道車両年鑑2008年版」（2008年10月・電気車研究会）
  - 岸上 明彦「2007年度民鉄車両動向」 pp. 122-151

- 『鉄道ピクトリアル』通巻825号「鉄道車両年鑑2009年版」（2009年10月・電気車研究会）
  - 岸上 明彦「2008年度民鉄車両動向」 pp. 108-134
  - 「各社別新造・改造・廃車一覧」 pp. 222-235

### Web資料
- “三木鉄道：車両競売、岐阜・樽見鉄道へ1車両　/兵庫”.  毎日新聞 (2008年9月2日). 2008年9月4日時点のオリジナルよりアーカイブ。2008年9月4日閲覧。
- “三木鉄道ミキ300-105が樽見鉄道へ”.   railf.jp (2008年12月12日). 2017年8月6日閲覧。
- “もと三木鉄道ミキ300-105→樽見鉄道ハイモ295-617が試運転を実施”.   railf.jp (2009年2月24日). 2017年8月6日閲覧。
- “樽見鉄道ハイモ295-617、営業運転を開始”.   railf.jp (2008年3月2日). 2017年8月6日閲覧。
- “樽見鉄道ハイモ295-617の塗装が変更される”.   railf.jp (2014年10月19日). 2017年8月6日閲覧。
- “樽見鉄道の車両”.   樽見鉄道. 2017年6月25日閲覧。